# Billy Dea
William Fraser Dea (Edmonton, 3 aprile 1933) è un allenatore di hockey su ghiaccio ed ex hockeista su ghiaccio canadese che nel corso della carriera ha militato e allenato nella National Hockey League.

## Carriera
Dea iniziò a giocare nella WCJHL per quattro stagioni con i Lethbridge Native Sons, prendendo parte nel 1953 al torneo valido per la Memorial Cup. Quello stesso anno fece il suo debutto da professionistca nella Western Hockey League, la lega più importante del Canada occidentale. Già nella stagione 1953-54 ebbe modo di esordire in National Hockey League disputando 24 partite con i New York Rangers.
Dopo le esperienze in WHL con i Vancouver Canucks e gli Edmonton Flyers nel 1956 Dea ritornò in NHL giocando per due stagioni consecutive da titolare con i Detroit Red Wings e i Chicago Blackhawks. A partire dal 1958 si trasferì in American Hockey League presso i Buffalo Bisons, formazione per cui avrebbe giocato le nove stagioni successive. Marcatore prolifico con i Bisons arrivò a 74 punti in 72 partite nella stagione regolare 1960-61 oltre a vincere una Calder Cup nel 1963. Soprannominato Hard Rock per le sue capacità fisiche nonostante la statura ridotta Dea nella serata di Natale del 1965 stabilì il record di gare consecutive giocate in AHL arrivando a quota 526.
Concluse la sua striscia da record a quota 689 nella primavera del 1967, quando venne richiamato dai Blackhawks per giocare due gare nei playoff della Stanley Cup. Rimasto senza contratto al termine della stagione Dea fu scelto durante l'NHL Expansion Draft dai Pittsburgh Penguins, una delle sei nuove franchigie iscritte alla NHL per cui giocò due stagioni.
Nel 1969 ritornò ai Red Wings, organizzazione dove concluse la propria carriera da giocatore alternando presenze in NHL ad altre in AHL e CHL presso i Baltimore Clippers, i Fort Worth Wings e i Tidewater Wings. Nello stesso anno del ritiro, il 1972, Dea iniziò una carriera da allenatore sempre a Detroit ma con la formazione giovanile dei Junior Red Wings. In seguito ricoprì il ruolo di vice allenatore dei Red Wings mentre al termine della stagione 1981-82 assunse il comando della squadra per le ultime 11 partite della stagione.
Il nipote di Dea James Wisniewski intraprese anche lui una carriera nel mondo dell'hockey arrivando a giocare in NHL.

## Palmarès

### Club
- Calder Cup: 1

Buffalo: 1962-1963

### Individuale
- WCJHL First All-Star Team: 1

1951-1952